# 'Ili'ili
'Ili'ili è un villaggio delle Samoa Americane appartenente alla contea di Tualauta del Distretto occidentale. Ili'ili è sito nel sudovest dell'Isola Tutuila, nelle Samoa Americane. È situato nell'entroterra dell'isola, sette miglia a sudovest di Pago Pago, vicino ai villaggi di Futiga e Vaitogi.